# Пучок (зачіска)
Пучок  — вид зачіски, традиційно жіночої, коли волосся збирають нагорі та закріплють за допомогою гумки або скручують, формуючи вузол, закріплений шпильками. Щоб збільшити об'єм зачіски, іноді використовуються накладки. 
Практично всі балерини носять саме таку зачіску, тому вона також називається «балетний» пучок. Причина цьому проста: при активному танці лише надійно закріплена зачіска не розтріпається. 

## Різновиди

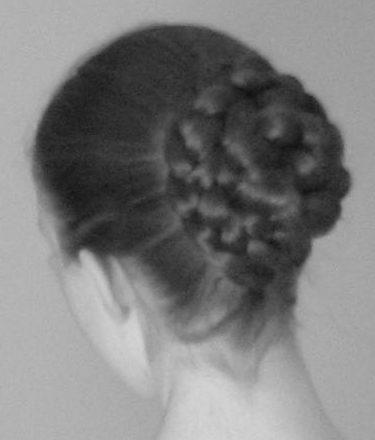
Коса, зібрана в пучок.
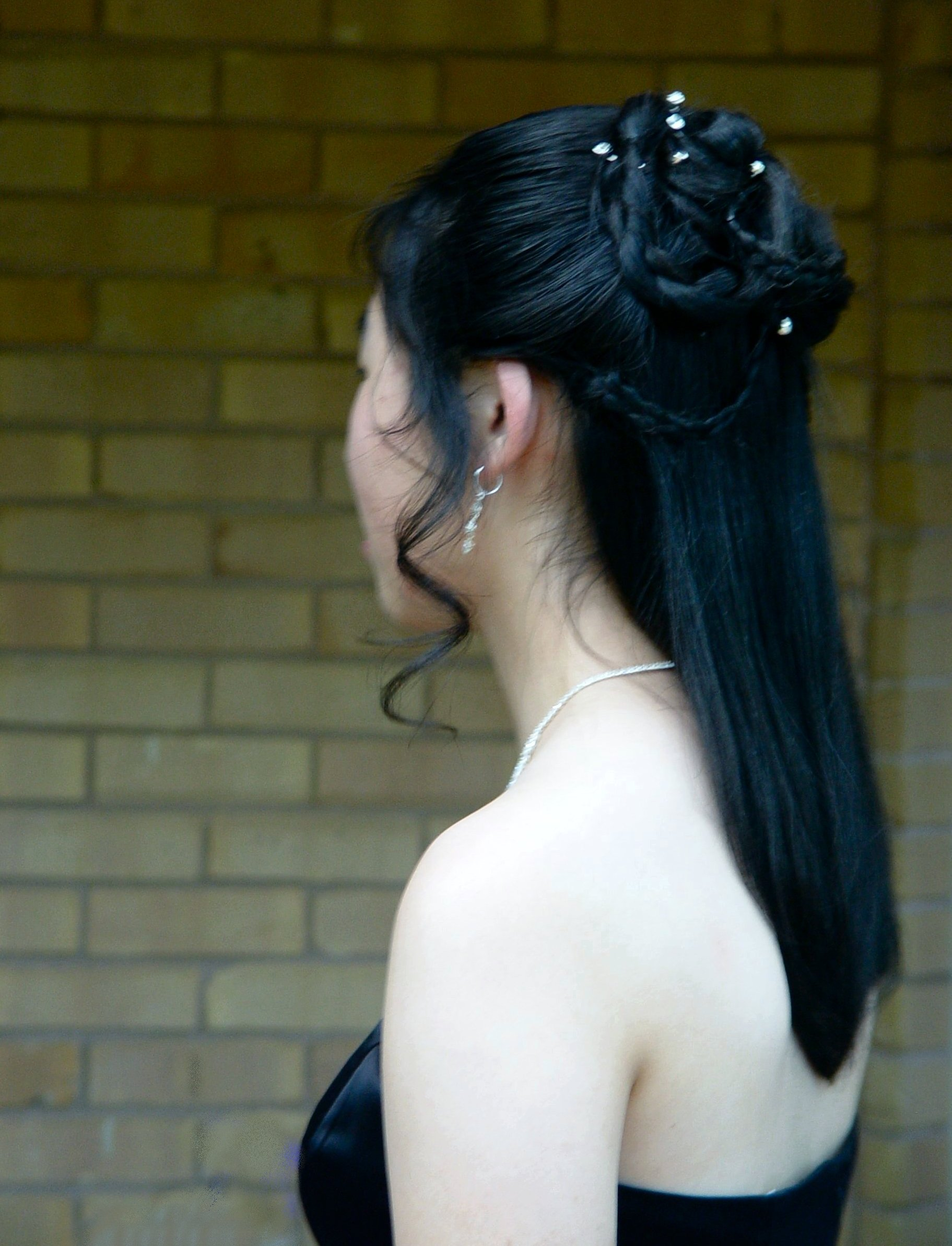
Пучок як частина зачіски.
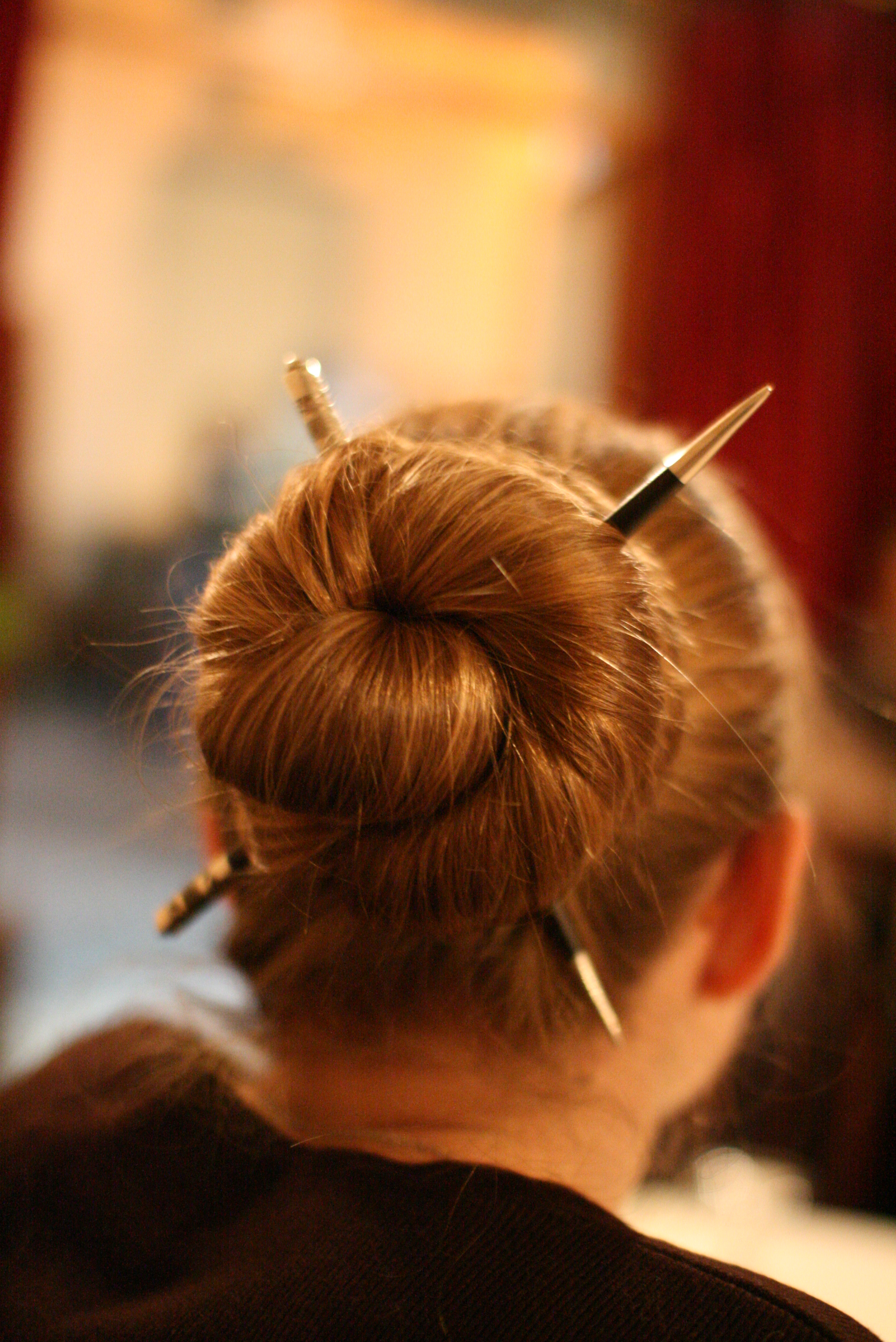
Китайський або японський пучок.
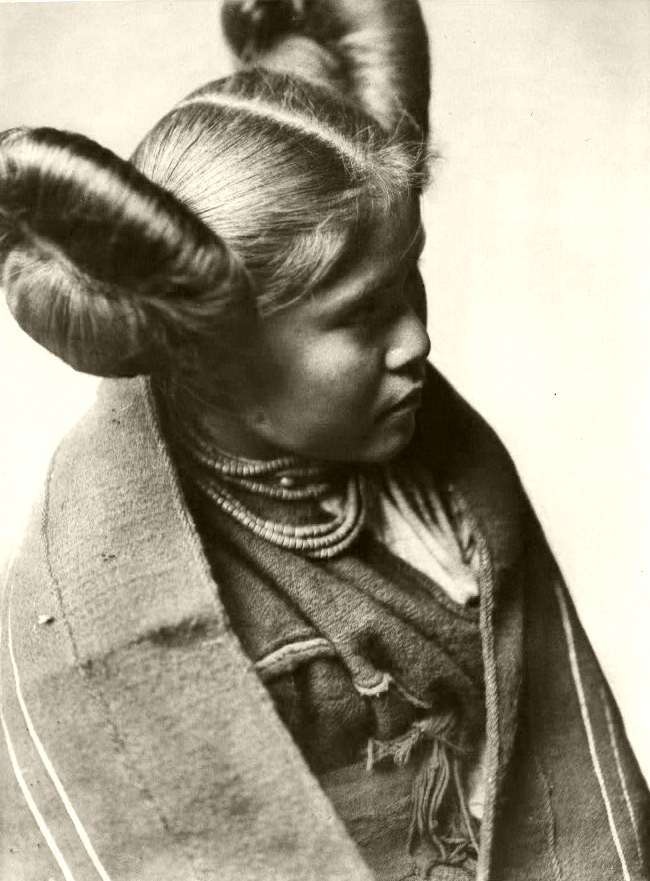
Подвійний пучок північно-американських індіанців.
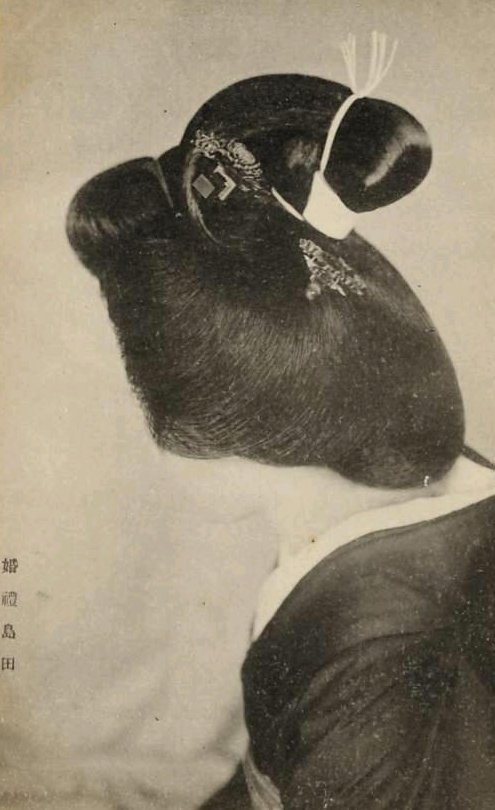
Весільна сімада

## Оданго

Оданго

Подвійний пучок або пучок по обидва боки голови — традиційна китайська зачіска. У Китаї називається «бичачі роги», а в Японії — оданго (яп. お 団子). Такі пучки часто можна зустріти в аніме або манзі. 
Наприклад: 
- Усагі Цукіно, головна героїня «Сейлор Мун»
- Мінт Айдзава з Tokyo Mew Mew
- Сецуко з гри Soul Calibur III
- Міака з аніме «Таємнича гра»
- Шаньпу в «Ранма ½»
- Тентене Такахасі з Наруто